# 登泽尔·柯里
登泽尔·雷·唐·柯里（英语：Denzel Rae Don Curry，1995年2月16日—），美国饶舌歌手、歌手与词曲作家。柯里在佛罗里达州卡罗尔城长大，小学六年级时开始说唱，2011年还在上学时便开始制作他的第一张混音带。后来混音带在佛罗里达地下饶舌歌手SpaceGhostPurrp的社交媒体上播出，让柯里受到了当地人的关注，并使柯里加入了Purrp的嘻哈团体Raider Klan。 
2013年9月3日，柯里离开了Raider Klan，一年后还在上高中的他发布了首张专辑《Nostalgic 64》。2016年3月9日，柯里发布了专辑《Imperial》。2018年7月27日，专辑《Ta13oo》发布，其在Billboard二百强专辑榜上排名第28。2019年5月31日，柯里发布了的第四张录音室专辑《Zuu》。

## 早年生活
登泽尔·雷·唐·柯里是巴哈马裔，1995年2月16日出生于美国佛罗里达州卡罗尔城。柯里在小学六年级开始说唱之前便在诗歌上一展抱负，踏上了艺人之路。他花时间去当地的Boys & Girls俱乐部，在那里与其他人挑战饶舌battle。他高中时期的前两年就读于迈阿密的设计与建筑高中（Design and Architecture High School），后被劝退，随后柯里进入了迈阿密卡罗尔城高级中学（Miami Carol City Senior High School），在那里上学时他便开始创作专辑《Nostalgic 64》。柯里在广播节目《The Breakfast Club》的一次采访中透露，他在儿时曾被一个男人猥亵。

## 个人生活
2014年3月4日，柯里的哥哥特雷翁·约翰逊（Treon Johnson）因被警察的泰瑟枪射击和胡椒喷雾喷洒而受伤致死。警方回应了有关约翰逊从屋顶朝一个咬他的狗扔椰子的报道。柯里说，他的哥哥在被泰瑟枪射击后的一个怪伤引起败血症时死于明显的心脏骤停。
在2017年1月之前，登泽尔·柯里与XXXTentacion、Ronny J和其他C9厂牌的成员一起生活在迈阿密。此后他一直住在洛杉矶。 

## 作品列表

### 錄音室專輯
- 《Nostalgic 64》（懷舊六十四，2013年）
- 《Imperial》（帝國，2016年）
- 《Ta13oo》（忌諱，2018年）
- 《Zuu》（2019年）
- 《Unlocked》（解鎖，2020年） (與肯尼·畢斯（英语：Kenny Beats）合作)
- 《Unlocked 1.5》（解鎖1.5，2021年） (與肯尼·畢斯（英语：Kenny Beats）合作)
- 《Melt My Eyez See Your Future》（融化我的眼睛，看到你的未來，2022年）

### 迷你專輯
- 《32 Zel/Planet Shrooms》(2015年)
- 《13》(2017年)
- 《Spotify Singles》(2019年)

### 混音帶
- 《King Remembered Underground Tape 1991-1995》(2011年)
- 《King of the Mischievous South, Vol. 1》(2012年)
- 《Strictly 4 My R.V.I.D.X.R.Z.》(2012年)
- 《Mental Vendetta》(2012年) (與Lofty305合作)
- 《13lood 1n + 13lood Out Mixx》(2020年)
- 《King of The Mischievous South Vol. 2》（南部骯髒之王第二卷，2024年）